# Cynoscion
Cynoscion là một chi cá trong họ cá lù đù Sciaenidae trong bộ cá vược Perciformes. Chi này bao gồm các loài cá biển

## Species
Chi cá này hàm chứa 24 loài:
- Cynoscion acoupa (Lacepède, 1801)
- Cynoscion albus (Günther, 1864)
- Cynoscion analis (Jenyns, 1842)
- Cynoscion arenarius (Ginsburg, 1930)
- Cynoscion jamaicensis (Vaillant and Bocourt, 1883) -
- Cynoscion leiarchus (Cuvier in Cuvier and Valenciennes, 1830)
- Cynoscion microlepidotus (Cuvier in Cuvier and Valenciennes, 1830)
- Cynoscion nannus (Castro-Aguirre and Arvizu-Martinez, 1976)
- Cynoscion nebulosus (Cuvier in Cuvier and Valenciennes, 1830)
- Cynoscion nortoni (Béarez, 2001)
- Cynoscion nothus (Holbrook, 1848)
- Cynoscion othonopterus (Jordan and Gilbert, 1882)
- Cynoscion parvipinnis (Ayres, 1861)
- Cynoscion phoxocephalus (Jordan and Gilbert, 1882)
- Cynoscion praedatorius (Jordan and Gilbert in Jordan and Eigenmann, 1889)
- Cynoscion regalis (cá hồi cát) (Bloch and Schneider, 1801)
- Cynoscion reticulatus (Günther, 1864)
- Cynoscion similis (Randall and Cervigón, 1968)
- Cynoscion squamipinnis (Günther, 1867)
- Cynoscion steindachneri (Jordan in Jordan and Eigenmann, 1889)
- Cynoscion stolzmanni (Steindachner, 1879)
- Cynoscion striatus (also named Cynoscion Guatucupa) (Cuvier, 1829)
- Cynoscion virescens (Cuvier in Cuvier and Valenciennes, 1830)
- Cynoscion xanthulus